# Lasiostemma melioloides
Lasiostemma melioloides är en svampart som först beskrevs av Berk. & Ravenel, och fick sitt nu gällande namn av Theiss., Syd. & P. Syd. 1917. Lasiostemma melioloides ingår i släktet Lasiostemma och familjen Pseudoperisporiaceae.   Inga underarter finns listade i Catalogue of Life.